# Венсан Сьєрро
Венса́н Сьєрро́ (фр. Vincent Sierro, нар. 8 жовтня 1995, Сьйон, Швейцарія) — швейцарський футболіст, центральний півзахисник французького клуба «Тулуза».

## Ігрова кар'єра

### Клубна
Є вихованцем клубу «Сьйон» зі свого рідного міста. В основі футболіст дебютував у травні 2015 року. У січні 2017 року Сієрро підписав контракт на чотири з половиною роки з німецьким «Фрайбургом». Але за першу команду зіграв лише чотири гри і вже влітку того року повернувся до Швейцарії, в оренду у клуб «Санкт-Галлен».
Після заврешення оренди влітку 2019 року, Сієрро приєднався до «Янг Бойза», з яким уклав чотирирічну угоду. За час виступів у складі «Янг Бойза» Сієрро двічі ставав чемпіоном країни та вигравав Кубок Швейцарії.
У січні 2023 року півзахисник перебрався до Франції, у клуб «Тулуза», з яким підписав контракт до кінця сезону 2025/26. Вже в першому сезоні разом з командою Сієрро став переможцем Кубка Франції.

### Збірна
Провів чотири гри у складі юнацької збірної Швейцарії (U-20).

## Титули
Янг Бойз
 Чемпіон Швейцарії (2): 2019/20, 2020/21
 Переможець Кубка Швейцарії: 2019/20
Тулуза
 Переможець Кубка Франції: 2022/23